# Peyrins
Peyrins – francuska miejscowość i gmina w regionie Owernia-Rodan-Alpy, w departamencie Drôme.
Według danych na rok 1990 gminę zamieszkiwało 2055 osób, a gęstość zaludnienia wynosiła 82 osób/km² (wśród 2880 gmin regionu Rodan-Alpy Peyrins plasuje się na 427. miejscu pod względem liczby ludności, natomiast pod względem powierzchni na miejscu 329.).